# هری کارتر
هری کارتر (انگلیسی: Harry Carter؛ ‏ ۱۴ سپتامبر ۱۸۷۹ – ۲۲ ژوئیهٔ ۱۹۵۲) بازیگر اهل ایالات متحده آمریکا بود.
از فیلم‌هایی که وی در آن‌ها نقش داشته‌است، می‌توان به سه مرد سوارکار، جکی، آبرو و به‌دنبال دل خود اشاره نمود.